# 赫爾采恩湖

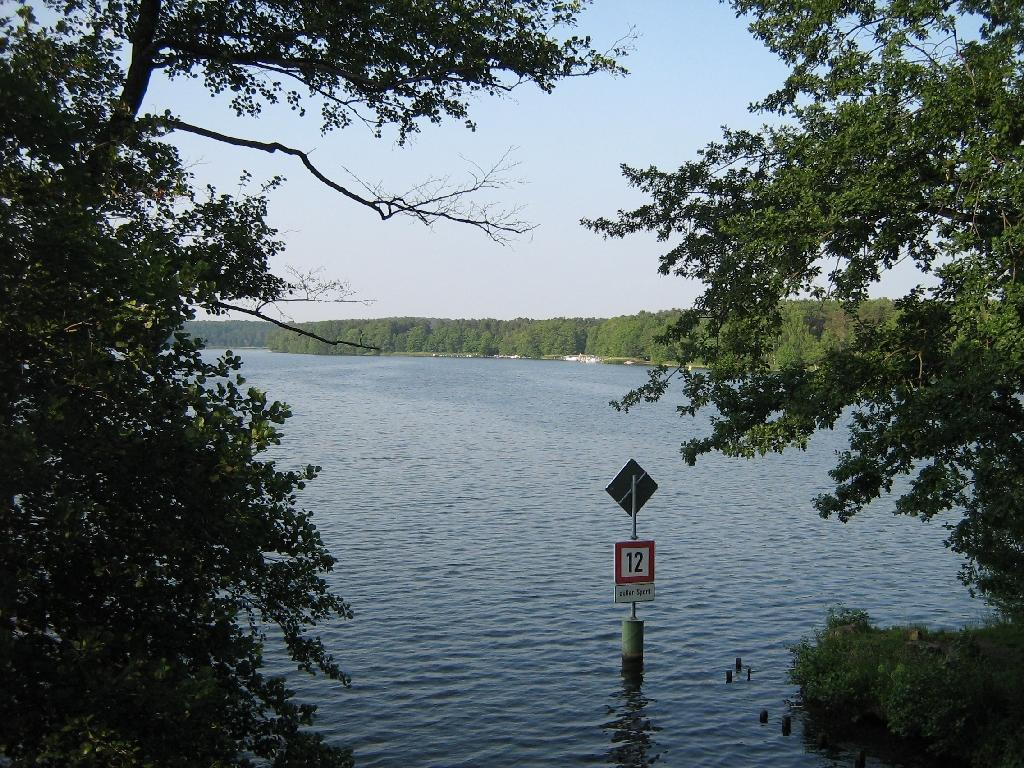

52°11′38″N 13°42′32″E / 52.194°N 13.709°E
赫爾采恩湖（德語：Hölzerner See），是德國的湖泊，位於該國西南部，由勃蘭登堡州負責管轄，處於達默-施普雷瓦爾德縣，面積1.14平方公里，平均水深7.6米，最大水深14.5米，水體容量872萬立方米。